# 北海道道756号大野上磯線
北海道道756号大野上磯線（ほっかいどうどう756ごう おおのかみいそせん）は、北海道北斗市内を結ぶ一般道道（北海道道）である。

## 概要

### 路線データ
- 起点：北海道北斗市本郷（北海道道96号上磯峠下線交点）
- 終点：北海道北斗市東浜1丁目（国道228号交点）
- 総延長：8.774 km
- 実延長：8.734 km
- 重用延長：0.040 km

### 道路管理者
- 渡島総合振興局 函館建設管理部 事業課

## 歴史
- 1972年（昭和47年）3月31日 - 路線認定[1]。

## 路線状況

### 道路施設

#### 主な橋梁
- 久根別橋（32 m、旧久根別川、北斗市一本木 - 北斗市久根別）

## 地理

### 通過する自治体
- 渡島総合振興局
  - 北斗市

### 交差する道路
北斗市
- 北海道道96号上磯峠下線 - 本郷（起点）
- 北海道道676号七飯大野線 - 本郷
- 北海道道969号大野大中山線 - 本町
- 函館江差自動車道 - 一本木（接続はしない）
- 国道228号 - 東浜1丁目（終点）

### 沿線にある施設など
北斗市
- スーパー魚長大野店
- 北斗市公民館
- 北斗市スポーツセンター
- 北斗市立大野小学校
- 北斗市総合分庁舎
- 新函館農業協同組合本店
- 北斗市立島川小学校
- 道南いさりび鉄道 道南いさりび鉄道線 久根別駅
- コープさっぽろほくと店